# Schlacht bei Tertry
Die Schlacht von Tertry wurde im Jahr 687 zwischen den Truppen Pippins des Mittleren, Hausmeier Austrasiens, einerseits und denen des Merowingerkönigs Theuderich III. und dessen neustrischem Hausmeier Berchar (Berthar) andererseits in der Nähe der heutigen Gemeinde Tertry in der Picardie im Norden Frankreichs ausgetragen. Schlachtort und Jahr (nicht der genaue Zeitpunkt) sind in zeitgenössischen Quellen belegt (allerdings datieren die später entstandenen Annales Mettenses priores das Geschehen in das Jahr 690), die aber nur äußerst knapp auf die Schlacht selbst eingehen.
Theuderich III. war König der fränkischen Teilreiche Burgund, Neustrien und Austrasien. Die faktische Macht in Austrasien hatte aber Pippin in seiner Funktion als dortiger Hausmeier inne. Um die Gesamtherrschaft durchzusetzen, attackierten Theuderich III. und Berchar Austrasien. Pippin gewann nicht nur die Schlacht, sondern im Ergebnis verlor Theuderich III. die Macht über Neustrien und Burgund an Pippin. Pippin wurde damit zum Hausmeier des fränkischen Gesamtreichs, was die Voraussetzung für den Aufstieg der Pippiniden bildete.
Die Verlierer flohen zum Teil in die nahegelegenen Abteien Péronne und Saint-Quentin, die übrigen, darunter Berchar und König Theuderich III., zogen sich nach Paris zurück. Pippin folgte ihnen und schloss mit ihnen in der Stadt ein Friedensabkommen, über dessen Inhalte nichts bekannt ist, außer dass Berchar und Theuderich de jure im Amt belassen wurden. De facto lag die Macht nun vollständig bei Pippin, was in den Quellen zum Ausdruck kommt. In der Forschung wird allerdings teils vor zu schnellen Schlüssen aus den parteiischen Schilderungen gewarnt, zumal Pippin den Griff zur fränkischen Königskrone nicht wagte. Sicher ist nur, dass damit ein jahrelanger Machtkampf zwischen Neustrien und Austrasien zugunsten des letzteren Reichsteils entschieden war.
Seit 1987 erinnert vor der Kirche von Tertry ein Monument an die Schlacht. Es besteht aus drei Steinblöcken, die die drei Königreiche dieser Zeit (Austrasien, Neustrien und Burgund) symbolisieren. Davor befindet sich ein runder Stein mit der Aufschrift Tertry 687.